# Горан Јокић
Горан Јокић (Бања Лука, 9. јул 1966) српски и југословенски позоришни, филмски и телевизијски глумац. Члан је Народног позоришта Републике Српске. Умјетнички директор у Бањолучком студентском позоришту.

## Биографија
Рођен је 9. јула 1966. године у Бањалуци, од оца Црногорца, који је био војно лице и мајке Лијевчанке. Завршио је бањалучку Гимназију. Студирао филозофију и социологију, а потом уписао Драматургију у класи проф. Маје Волк на академији умјетности у Бањој Луци. Професионално бављење глумом започео је 1986. када је глумио Ланселота у представи "Змај" коју је режирао Jeвгеније Шварц. Ангажмане имао је у Дјечијем позоришту РС од 1. децембра 1987. до 31. јула 1995. године. Затим прелази у Народно позориште Републике Српске у периоду од 1. августа 1995. до 31. јануара 1996. године. Ангажман даље наставља у Позоришту Приједор гдје ради све до 30. новембра 1997. године. У НП РС се враћа 1. децембра 1997. године, гдје и тренутно остварује запажене улоге у представама ове куће. Остварио је преко 100 различитих ликова, играјући у скоро 100 премијерних представа које су репризиране око 2.500 пута. За свој рад и остварене улоге више пута је награђиван на Фестивалу позоришта РС "Кочићева српска сцена" у Приједору и то наградама за најбољу главну и најбољу епизодну улогу у представама "Кинолошка фарса" и "Живот је опасна навика", као и наградама за најбоље глумачко остварење Фестивала "Угљеша Којадиновић" два пута - за улоге Мићка и Лигурија у комадима "Коске '48" и "Мандрагола". У Народном позоришту РС четири пута је проглашен најбољим глумцем сезоне и то 1999/2000, 2000/2001, 2003/2004, 2004/2005 и 2014/2015. Учествовао је у снимању тридесетак кратких студентских филмова студената Академије умјетности у Бањалуци. Члан је Савеза удружења драмских умјетника Југославије од 31. маја 1990. године. Члан Удружења драмских писаца Србије од 28. јуна 2013. Дугогодишњи је умјетнички руководилац Бањолучког студентског позоришта (1989-2017). Живи и ради у Бањој Луци.

## Филмске улоге
| Год.       | Назив                            | Улога              |
| ---------- | -------------------------------- | ------------------ |
| 1990-е     |                                  |                    |
| 1998.      | Линије                           | Дамир              |
| 1999.      | Мејдан Симеуна Ђака              | Белемез            |
| 1999−2000. | Жене, људи и остало (ТВ серија)  | хипик              |
| 2000-е     |                                  |                    |
| 2002.      | Свјетилници (ТВ серија)          |                    |
| 2003.      | Без пардона (ТВ серија)          |                    |
| 2003.      | Срећка                           | Стево              |
| 2004.      | Нека се овај филм зове по мени   | спикер             |
| 2005.      | Забрањена љубав (ТВ серија)      | Давор              |
| 2006.      | Зврк (мини-серија)               |                    |
| 2006.      | Пеција (ТВ филм)                 | Петар Пеција       |
| 2007.      | Има нас двојица                  |                    |
| 2008.      | Турнеја                          | бијели орао 1      |
| 2009.      | Дјечак и дјевојчица              | наратор            |
| 2010-е     |                                  |                    |
| 2010.      | Између                           | отац               |
| 2010.      | Бесмртник и богиња               | Кејт               |
| 2011.      | Непријатељ                       | Фарук              |
| 2011.      | Здухач значи авантура            | Грмаљ              |
| 2011.      | Турнеја (ТВ серија)              | бијели орао 1      |
| 2013.      | Фалсификатор                     | шеф обезбјеђења    |
| 2013.      | Војна академија 2                | капетан Ковачевић  |
| 2013.      | Замало живот (ТВ серија)         | Неђо               |
| 2012−2014. | Војна академија (ТВ серија)      | капетан Ковачевић  |
| 2015.      | Ургентни центар (ТВ серија)      | Матијин отац       |
| 2017.      | Месо (ТВ серија)                 | Инспектор Вучинић  |
| 2018.      | Месо                             | Инспектор Вучинић  |
| 2019.      | Добро јутро, комшија (ТВ серија) | Трто               |
| 2020-е     |                                  |                    |
| 2020.      | Хотел Балкан (ТВ серија)         | Драган Курузовић   |
| 2020.      | Дара из Јасеновца                | заповедник гробара |
| 2021.      | Адвокадо                         | окривљени силеџија |
| 2022.      | Добро јутро, комшија 8           | Трто               |